# Hámos Mária
Hámos Mária (Budapest, 1911. január 5. – ?) magyar olimpikon, tornász.

## Családja
Hámos Loránd (1882–1959) atléta, irodaigazgató és Könyöky Ilona gyermekeként született. A Szilágyi Erzsébet Gimnáziumban érettségizett. 1935. október 19-én Budapest II. kerületében házasságot kötött Schuber Ernő mérnökkel. A házasságot 1948-ban felbontották.

## Pályafutása
A Budapesti Budai Torna Egylet (BBTE) szertornásza volt. Az 1928-as amszterdami olimpián torna, összetett csapat versenyszámban, csapattársaival (Hámos Mária, Hennyey Aranka, Herpich Rudolfné, Kael Anna, Kövessy Margit, Pályi Margit, Rudas Irén, Szeiler Aranka (Nándorné), Szöllősi Ilona, Tóth Judit) a negyedik helyen végzett.
Női tornászcsapatunk az első nap után vezetett, a másodikon azonban a pontozók tevékenységének eredményeként a negyedik helyre esett vissza. A Magyarországi Tornaegyletek Szövetsége (MOTESZ) igazgató tanácsa 1932 novemberében a tornászcsapat tagjainak a pontozás miatti sérelem elégtételeként a MOTESZ nagy bronzérmét adományozta, zománcozott öt karikával, „Emlékül és elégtételül – 1928” bevésett felirattal.